# Weltwirtschaftlicher Preis

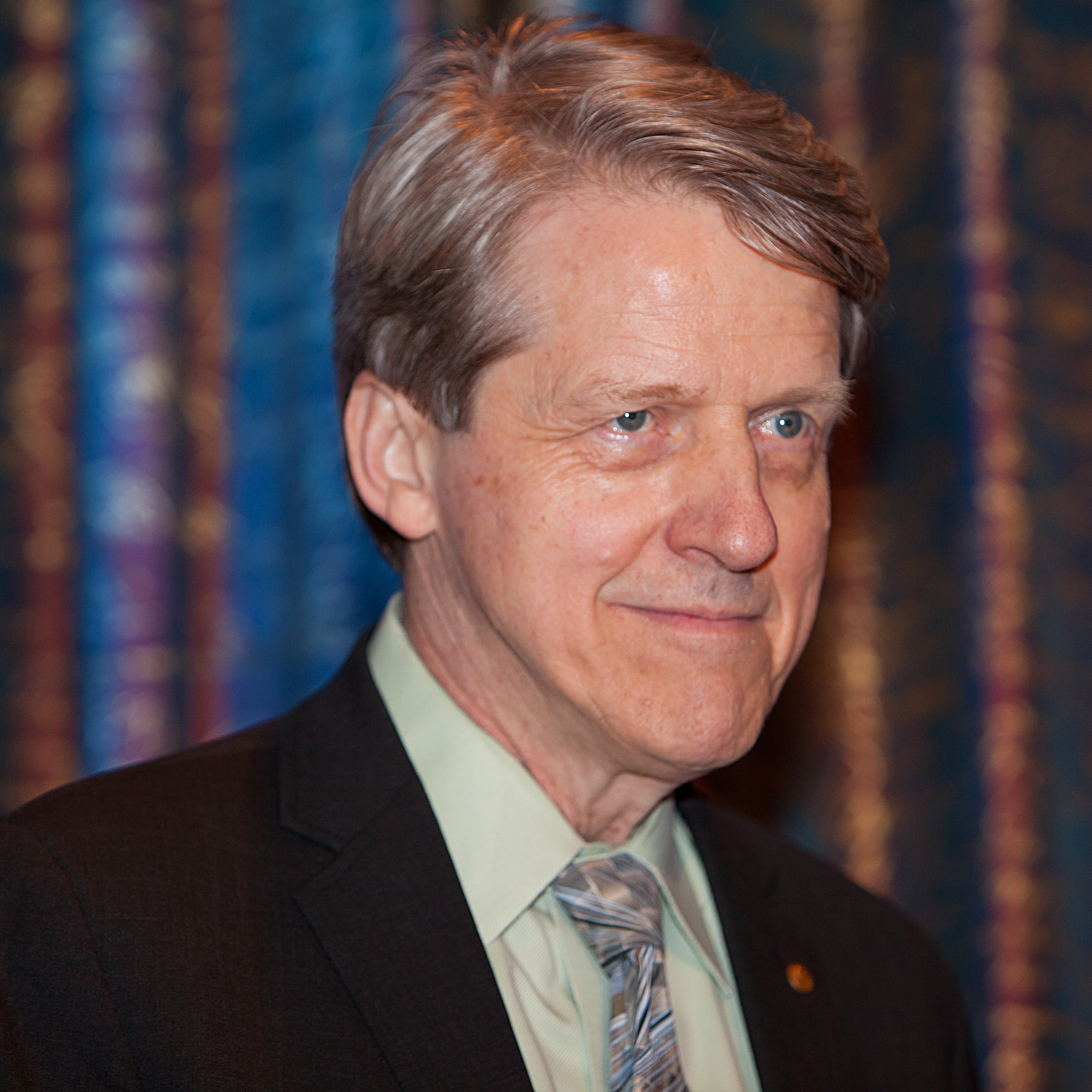
Einer der Preisträger 2018: Robert Shiller

Der Weltwirtschaftliche Preis (WWP) ist ein vom Kiel Institut für Weltwirtschaft (IfW) zusammen mit der Stadt Kiel und der Industrie- und Handelskammer Kiel jährlich verliehener Preis. Er ist undotiert und wird seit 2005 während der Kieler Woche in den Kategorien Politik, Wirtschaft und Wissenschaft verliehen. Die Preisträger sind herausragende Persönlichkeiten, die einen besonderen Beitrag zu einer auf Eigenverantwortung basierenden, sozial verantwortungsvollen Gesellschaft geleistet haben.

## Ziel der Preisverleihung
Das IfW möchte mit der Vergabe des Preises dazu beitragen, dass die Globalisierung von den Menschen mehr als Chance denn als Bedrohung gesehen wird, weil sie den Wohlstand und die Lebensqualität der Menschen fördern und verbessern kann. Allerdings muss marktwirtschaftliche Effizienz mit sozialer Verantwortung verbunden werden. Um dies zu fördern, soll durch den Weltwirtschaftlichen Preis der intensive, wechselseitige Dialog zwischen Wirtschaftswissenschaft, Politik und Wirtschaft angeregt werden.

## Auswahlverfahren
Die Auswahl der Preisträger erfolgt in einem zweistufigen Verfahren: In einem ersten Schritt erstellen die Mitglieder des internationalen Forschungsnetzwerkes am Kiel Institut für Weltwirtschaft eine Liste mit führenden Persönlichkeiten aus Wissenschaft, Wirtschaft und Politik. In einem zweiten Schritt erfolgt die Sortierung der Einträge durch eine Jury, der der jeweilige Präsident des Kiel Instituts für Weltwirtschaft sowie die Preisträger des Vorjahres angehören. Die jeweiligen Listenersten werden für den Preis nominiert.

## Preisträger

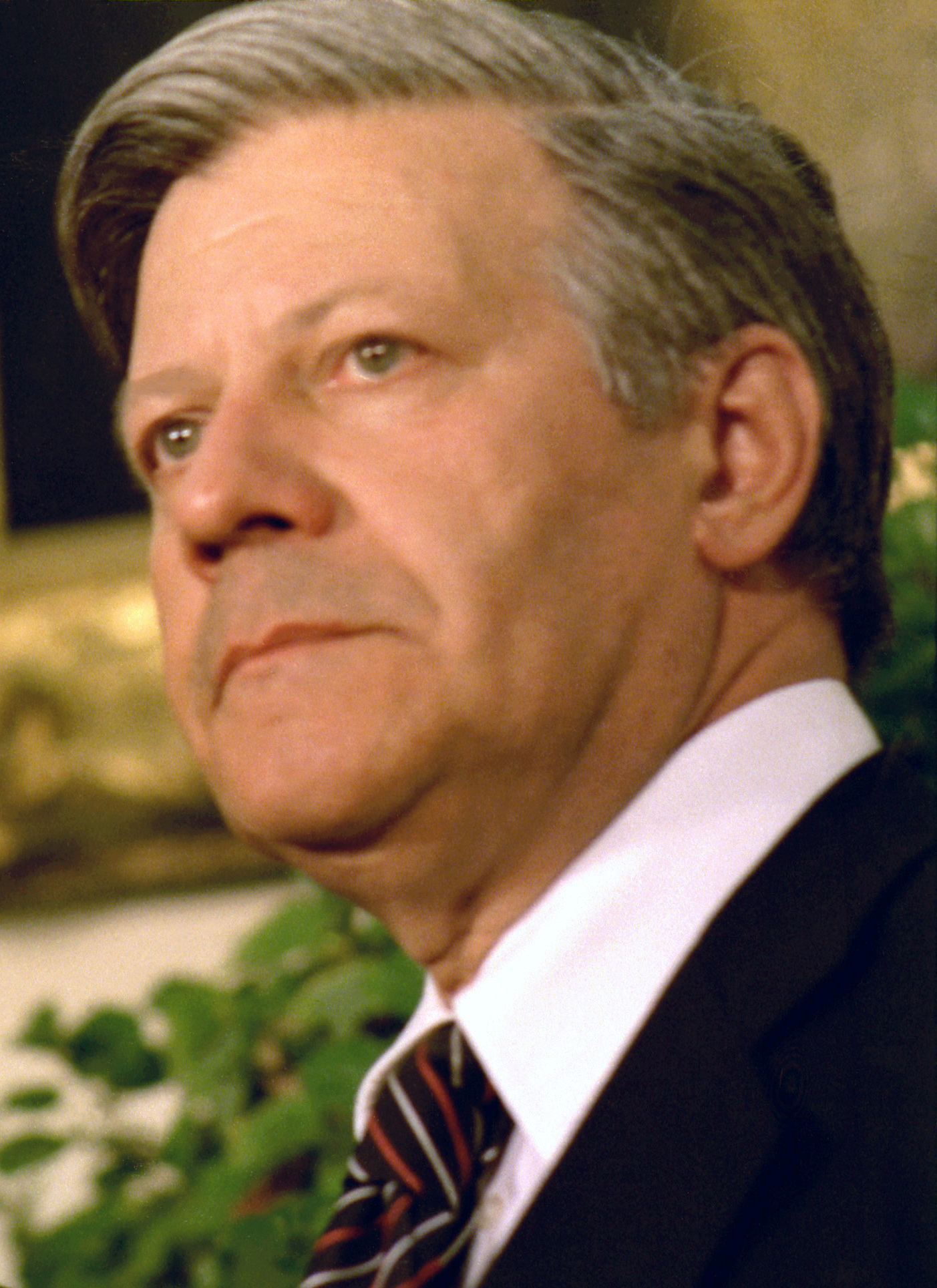
Einer der Preisträger 2007: Helmut Schmidt, deutscher Bundeskanzler 1974–1982

| Jahr | Politik                           | Wirtschaft                                         | Wirtschaftswissenschaften |
| ---- | --------------------------------- | -------------------------------------------------- | ------------------------- |
| 2005 | Wim Kok                           | Wendelin Wiedeking                                 | Robert Mundell            |
| 2006 | Jacques Delors                    | Jorma Ollila                                       | George A. Akerlof         |
| 2007 | Helmut Schmidt                    | Ingvar Kamprad                                     | Amartya Sen               |
| 2008 | Neelie Kroes                      | Dietmar Hopp                                       | Edmund S. Phelps          |
| 2009 | Mary Robinson                     | Baba Kalyani, Sunil Mittal                         | Jeffrey Sachs             |
| 2010 | Pascal Lamy                       | Liz Mohn                                           | Paul Krugman              |
| 2011 | Jean-Claude Trichet               | Victor L. L. Chu                                   | Lawrence Summers          |
| 2012 | Martti Ahtisaari                  | Nathan Eagle                                       | Daniel Kahneman           |
| 2013 | Gro Harlem Brundtland             | Mo Ibrahim                                         | Joseph E. Stiglitz        |
| 2014 | Ellen Johnson Sirleaf             | Kiran Mazumdar-Shaw                                | Richard Thaler            |
| 2015 | Michail Sergejewitsch Gorbatschow | Jeffrey R. Immelt, Kris Tompkins, Douglas Tompkins | Christopher Pissarides    |
| 2016 | Mario Monti                       | Friede Springer                                    | Oliver E. Williamson      |
| 2017 | Horst Köhler                      | Arundhati Bhattacharya, Brunello Cucinelli         | Assar Lindbeck            |
| 2018 | Klaus Schwab                      | Bas van Abel                                       | Robert J. Shiller         |
| 2019 | Wolfgang Schäuble                 | Hikmet Ersek                                       | Daron Acemoğlu            |
| 2021 | Göran Persson                     | Michael Otto                                       | Xuemei Bai                |
| 2022 | Dalia Grybauskaitė                | Hans-Julius Ahlmann                                | Ufuk Akcigit              |
| 2023 | Ngozi Okonjo-Iweala               | Eleni Gabre-Madhin                                 | Leonard Wantchekon        |
| 2024 | Laurence Boone                    | Nicola Leibinger-Kammüller                         | Isabel Schnabel           |
| 2025 | Gabrielius Landsbergis            | Hélène Huby                                        | Monika Schnitzer          |